# Armadale Line

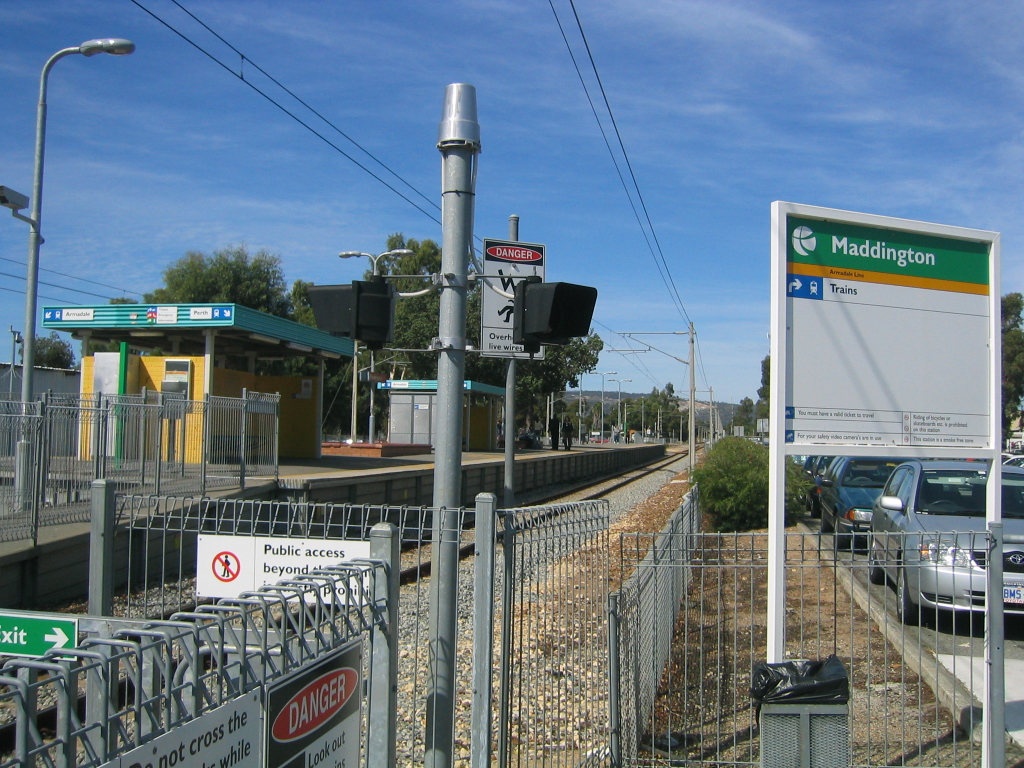
Station Maddington aan de Armadale Line

Armadale Line is een regionale spoorweglijn in Perth, Australië. Het is onderdeel van Transperth Trains. De lijn kreeg zijn naam door het zuidelijke eindpunt, wat Armadale heet. Het traject verbindt Armadale met Perth.

## Geschiedenis
De Armdale Line werd geopend op 2 mei 1889. De originele stations van de lijn waren Perth, Kelmscott en Armadale. Later voegden zich andere stations aan de lijn, waaronder allen tussen 1906 en 1978 werden geopend.
In september 1991 was het traject geheel geëlektrificeerd
Tussen 2004 en 2005 zijn enkele stations gerenoveerd, als oorzaak van minder faciliteiten.
Victoria Park is begin 2007 gesloten voor onderhoud. In 2003 werd station Lathlain gesloten in verband met het project.